# Natchniony Przekład Biblii
Natchniony Przekład Biblii (ang. Inspired Version of the Bible) inaczej: Przekład Josepha Smitha (w skrócie: JST) – mormońska wersja Biblii opracowana w języku angielskim przez proroka świętych w dniach ostatnich Josepha Smitha w latach 1830–1833. Wersja ta powstawała na podstawie Biblii króla Jakuba i objawień jakie miał otrzymać J. Smith. Zawiera zmiany doktrynalne w ponad 3000 wersetów. W miejscach zdaniem Smitha nie wymagających poprawek jest zgodna z Biblią króla Jakuba.
Obejmuje ona protestancki kanon Pisma Świętego, zawierający 66 ksiąg. Jest świętą księgą Społeczności Chrystusa.

## Opis
Latem 1830 roku Joseph Smith miał otrzymać objawienie by podjął się opracowania wersji Biblii. Nie tłumaczył on z jakiegoś języka na angielski ani nie posługiwał się żadnym manuskryptem biblijnym w językach oryginalnych. Smith czytał fragmenty przekładu Biblii króla Jakuba, a następnie dokonywał przeróbek i interpolacji jej tekstu na podstawie otrzymywanego natchnienia. Smith wprowadził zmiany do co najmniej 3000 wersetów przekładu Biblii króla Jakuba. Wśród tych poprawek znalazły się rozszerzenia tekstu mające wyjaśnić znaczenie bądź podać kontekst; prorok dodawał brakujące jego zdaniem teksty prorocze, usuwał niektóre fragmenty, dokonywał zmiany w szyku wersetów oraz całkowicie przerobił niektóre rozdziały.
Joseph Smith pracował nad swoją wersją Biblii od czerwca 1830 roku do lipca 1833 roku.

## Zastosowanie wersji Smitha
Natchniony Przekład Biblii po śmierci proroka Józefa Smitha dostał się w kręgi Społeczności Chrystusa i przez ten Kościół został po raz pierwszy wydany w roku 1867. Największy spośród denominacji Świętych w Dniach Ostatnich, Kościół Jezusa Chrystusa Świętych w Dniach Ostatnich nie uznał kanoniczności tego przekładu, choć pewne jego części (Wyjątki z Księgi Mojżesza i JS – Mateusz) zostały przyjęte za właściwe i włączone do kanonu Pism Świętych w ramach Perły Wielkiej Wartości. Wydanie tej wersji z fragmentami przeróbek Josepha Smitha nakładem Kościoła Jezusa Chrystusa Świętych w Dniach Ostatnich ukazało się w 1979 roku
W całości jednak Natchniony Przekład Biblii jest wydawany przez Społeczność Chrystusa i uznawany w tym kościele za bezsprzecznie natchniony. Obecnie, oficjalne wydawnictwo Społeczności Chrystusa – Herald House – wydaje w jednym tomie: (a) Natchniony Przekład Biblii, (b) Księgę Mormona i (c) Nauki i Przymierza, jako komplet natchnionych pism. Dostępne są też osobne wydania poszczególnych pism.
Obecnie jednak, w oficjalnych publikacjach Społeczności Chrystusa, cytuje się w większości nowsze przekłady, których język jest bardziej zrozumiały dla współczesnego człowieka. Poza tym używanie Natchnionego Przekładu ograniczone jest do krajów anglojęzycznych. Wyjątek stanowią te fragmenty tekstu, które znacznie różnią się od pozostałych przekładów – w tych wypadkach cytuje się jedynie Natchniony Przekład. W miarę upływu czasu jednak, Natchniony Przekład nie stracił wiele na popularności, o czym świadczą jego pokaźne nakłady.